# Бас, Порфирио
Порфирио Бас (исп. Porfirio Bas) (23 сентября 1954, Мехико, Мексика — 16 января 2022, Техас, США) — известный мексиканский актёр, продюсер, певец и композитор.

## Биография
Родился 23 сентября 1954 года в Мехико. Будущий актёр в 8 лет начал свое художественное образование под руководством своей матери, начиная обучение игре на гитаре. Позже его старшие братья Фернандо и Карлос помогали ему продолжать обучение. В 1965 году он взял курс теории музыки в Куэрнаваке у профессора Франсиско Баталла Мастаче. С детства мечтал о карьере кино и вскоре его мечта осуществляется — в 1974 году он дебютирует в телефильме и вскоре станет одним из популярнейших мексиканских актёров, и ещё снимется в 9 фильмах и сериалах. В России актёра помнят по ролям Карлоса в сериале Гваделупе и Германа Каррено в сериале Просто Мария. В 1980-х годах у актёра из-за излишнего избыточного веса стал стремительно развиваться сахарный диабет и после исполнения роли Германа Каррено в Просто Марии он распрощался со зрителями и прервал дальнейшую кинокарьеру.

### Последние годы жизни
После прерывания актёрской карьеры, актёр переехал в Техас и служил в Храме.
Скончался 16 января 2022 года в Техасе.

## Фильмография

### Сериалы[2]

#### Televisa
- 1976 — Бандиты с замёрзшей реки — Хуан (ребёнок).
- 1980 — Сандра и Паулина — Бето.
- 1984 — Гваделупе — Карлос.
- 1984 — Да, моя любовь — Сора.
- 1986 — Птица Феникс — Педро.
- 1989-90 — Просто Мария — Герман Каррено (дубл. Сергей Паршин).

#### Фильмы

##### Художественные[3]
- 1976 — Селестина (драма).
- 1979 — Жизнь трудна, женщинам легко

##### Телевизионные
- 1974 — Рождественская песня — Дух прошлого рождества.